# 3 Hürel
A 3 Hürel (Üç Hürel) török könnyűzenei együttes. Onur (1948), Haldun (1949) és Feridun Hürel (1951) alapították 1970-ben. Ve Ölüm/Şeytan Bunun Neresinde kislemezükkel lettek ismertek. Az 1970-es években a zenekar katonai szolgálatot teljesítettek, így először hat hónapig szüneteltették zenei tevékenységük, majd amikor a két fiatalabb testvér vonult be, akkor feloszlottak. 1996-ban újra összeálltak három évre, egy új lemezt is megjelentettek.

## Diszkográfia

### Kislemezek
- 1970 Ve Ölüm / Şeytan Bunun Neresinde
- 1970 Gurbet Türküsü / Didaydom
- 1971 Pembelikler / Ağıt
- 1972 Lazoğlu / Gül’e Ninni
- 1972 Yara / Döner Dünya
- 1973 Ağlarsa Anam Ağlar / Kara Yazı
- 1973 Madalyonun Ters Yüzü / Haram
- 1973 Canım Kurban / Anadolu Dansı
- 1974 Ömür Biter Yol Bitmez / Sevenler Ağlarmış
- 1975 Hoptirinom / Mutluluk Bizim Olsun
- 1975 Küçük Yaramaz / Gönül Sabreyle Sabreyle
- 1976 Boştur Boş / Ben Geçerim Gönül Geçmez

### Albumok
- 1973 3 Hürel
- 1974 Hürel Arşivi
- 1996 Efsane…Yeniden
- 1999 1953 Hürel

## Fordítás
- Ez a szócikk részben vagy egészben  a(z)   3 Hürel című török Wikipédia-szócikk fordításán alapul.  Az eredeti cikk szerkesztőit annak laptörténete sorolja fel. Ez a jelzés csupán a megfogalmazás eredetét és a szerzői jogokat jelzi, nem szolgál a cikkben szereplő információk forrásmegjelöléseként.